# المدينة العالمية (فلم)
المدينة العالمية (بالإنجليزية: Cosmopolis) هو فيلم دراما وإثارة فرنسي كندي، من كتابة وإخراج ديفد كروننبرغ سنة 2012، وبطولة كل من روبرت باتينسون، بول جياماتي، سامانثا مورتن، جاي باروشيل، سارة جادون، وآخرون.
ويستند الفيلم إلى الرواية التي تحمل نفس الاسم للكاتب دون ديليلو (Don DeLillo).
في 25 مايو 2012، عُرض الفيلم لأول مرة في مسابقة السعفة الذهبية في مهرجان كان السينمائي 2012.

## القصة
تدور أحداث الفيلم حول حياةِ الشاب إيريك بايكر (روبرت باتينسون) الذي يبلغ من العمر 28 عام، يرث إيريك الكثير من الأموال التي تجعله مليارديرا مغرورا، عقب هذا يتجه إيريك إلى ولاية مانهاتن لمتابعة أعماله، وهناك يقابل إحدى الفتيات وتنشأ بينهما قصة حب، لكنه يتعرض لعدة مخاطر يفقد إثرها ثروته بالكامل.

## روابط خارجية
- المدينة العالمية على موقع IMDb (الإنجليزية)
- المدينة العالمية على موقع ميتاكريتيك (الإنجليزية)
- المدينة العالمية على موقع الموسوعة البريطانية (الإنجليزية)
- المدينة العالمية على موقع روتن توميتوز (الإنجليزية)
- المدينة العالمية على موقع نتفليكس (الإنجليزية)
- المدينة العالمية على موقع قاعدة بيانات الأفلام العربية
- المدينة العالمية على موقع ألو سيني (الفرنسية)
- المدينة العالمية على موقع أول موفي (الإنجليزية)
- المدينة العالمية على موقع بوكس أوفيس موجو (الإنجليزية)
- المدينة العالمية على موقع فيلمافينيتي (الإسبانية)